# Widuchowa (województwo świętokrzyskie)
Widuchowa – wieś w Polsce, położona w województwie świętokrzyskim, w powiecie buskim, w gminie Busko-Zdrój.
W latach 1975–1998 miejscowość administracyjnie należała do województwa kieleckiego.

## Położenie
Wieś położona 6 km na wschód od Buska-Zdroju. Dojechać tam można skręcając za Buskiem na Skadlę z drogi krajowej nr 73 Kielce – Tarnów. Leży w obrębie Szanieckiego Parku Krajobrazowego. Występują tam zwierzęta i rośliny chronione: miłek wiosenny oraz ptaki drapieżne jastrzębie i myszołowy.

## Integralne części wsi
| SIMC    | Nazwa              | Rodzaj    |
| ------- | ------------------ | --------- |
| 0233081 | Chałupki           | część wsi |
| 0233098 | Klin               | część wsi |
| 0233106 | Kostera            | część wsi |
| 0233112 | Międzygorzyce-Niwa | część wsi |
| 0233135 | Nowa Wieś          | część wsi |
| 0233141 | Ogonów             | część wsi |
| 0233158 | Podbrzezie         | część wsi |
| 0233164 | Walny Stok         | część wsi |

## Historia
Wieś notowana w dokumentach źródłowych w wieku XIV. W roku 1366 Elżbieta, żona Stefana, dziedzica Tęgoborza, sprzedaje część swego dziedzictwa zwanego Widuchowa, za 300 grzywien, Prokopowi i jego synom, dziedzicom Bogorii (Kodeks Wielkopolski, n. 1559 i Kodeks Małopolski, III, 196).
W połowie XV wieku dziedzicami są: Jan „Naschian“ herbu Topór i Piotr Międzygórski herbu Kopaszyna. Łany kmiece oddawały dziesięcinę, wartości 2 grzywien, biskupowi krakowskiemu.
Według Długosza dwa folwarki rycerskie, karczma i zagrodnicy dawali dziesięcinę, wartości 2 grzywien plebanowi w Janinie Długosz L.B. t. II, s.381). 
Według registru poborowego powiatu wiślickiego w roku 1508 we wsi „Widucha“ sors w kwocie 7 groszy, płaci Marcin Dąbieński. Ten sam rejestr z roku 1579 podaje że „Wyduchowa“, w parafii Janina, własność Mnihowskieh (z Mnichowic), ma 13 osadników, 8 łanów, 1 ogrodnika, 3 komornika, 8 ubogich oraz 1 rzemieślnika (Pawiń., Małop., 232 i 490).  Była własnością kasztelana połanieckiego Stanisława Dunina Borkowskiego.
Jeszcze w roku 1670 wieś jest własnością Krupskiego - starożytny dom mieszkalny w Widuchowej nosił napis: „Nicolaus Krupka in Mąjkowiee et Widuchowo haeres aedificarit A. D. 1670.“. Na początku XVIII wieku wieś należy do Konstantego Felicjana Szaniawskiego, biskupa krakowskiego, który zakładając seminarium w Kielcach, dał mu na uposażenie w r. 1725 wieś Widuchowa, będącą osobistą własnością fundatora. Dochody z wsi miały służyć na utrzymanie 36 kleryków, których nadzór powierzył komunistom z Węgrowa, Bartoszkami zwanymi. 
Według spisu miast, wsi, osad Królestwa Polskiego z 1827 roku było we wsi 60 domów i 418 mieszkańców. 
W roku 1864 wieś przeszła na własność skarbu, a w roku 1882 sprzedaną została drogą licytacji. Nabył ją za kwotę 50 505 rubli srebrnych rezydujący w Warszawie książę generał Agafon Wachwachow.
W drugiej połowie wieku XIX Widuchowa stanowiła wieś i folwark w powiecie stopnickim, gminie Szaniec, parafii Janina, leży na prawo od szosy prowadzącej ze Stopnicy do Buska. Folwark posiadał obszaru 691 mórg. Do folwarku należał również staw, mający do 100 mórg. obszaru. 
Istniała tu poprzednio wielka gorzelnia, hodowla owiec i bydła opasowego. 

## Zabytki

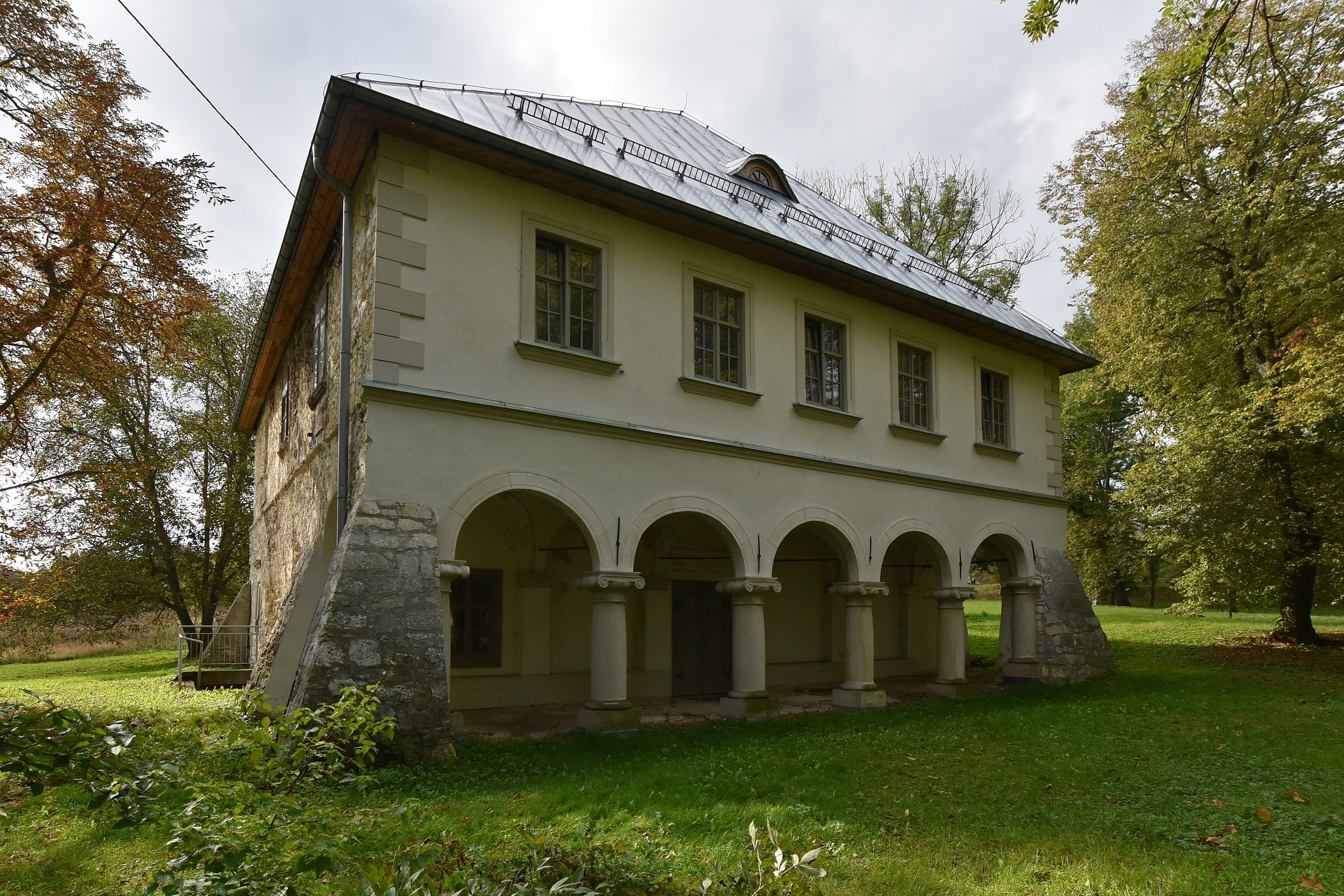
Dwór w Widuchowej z 1620 r.

- Dwór zbudowany w 1620 r. przez Mikołaja Krupkę, dziedzica Mojkowic i Widuchowej. Oparty na planie kwadratu późnorenesansowy budynek, widoczny jest z głównej drogi biegnącej przez wieś. Stoi wśród starych drzew ocalałych z dawnego parku. Jest podobny do miejskiej kamienicy za sprawą pięcioarkadowych podcieni wspartych na jońskich kolumnach od frontowej strony. Nad wejściem widnieje tablica z napisem: „NICOLAVS KRVPKA IN MOYKOWICE ET WIDVCHOWA HERES ADIFICAVIT ANNO DOMINE 1620 VI POSTERITAS OPTINEAT OPTO”. Pierwotnie budynek miał charakter obronny. Murowany z kamienia, jednopiętrowy, częściowo podpiwniczony. Dach czterospadowy, gontowy[10]. W XVIII w. dwór wraz z majątkiem nabył biskup krakowski Konstanty Szaniawski i w 1725 r. przeznaczył na uposażenie założonego przez niego seminarium kieleckiego. Przez kolejnych przeszło sto lat dochody z majątku zasilały kieleckich kleryków. W czasie Powstania styczniowego w okolicy Widuchowy dochodziło do licznych potyczek[11]. Po jego upadku, w ramach represji, władze carskie skonfiskowały majątek. Nowym właścicielem został zasłużony w tłumieniu powstania gruziński książę Dawid Wachwawidze[11]. Jego syn zamieszkał w Widuchowej na stałe. Po rewolucji w Rosji, przez cały okres międzywojnia Widuchowa stała się schronieniem dla gruzińskich emigrantów, a dwór ośrodkiem ich życia towarzyskiego. W 1937 r. księżna Ksenia sprzedała dwór kpt. Bolesławowi Makowskiemu, oficerowi wojska polskiego[12]. W 1956 r. dwór wraz z ogrodem wpisane zostały do rejestru zabytków nieruchomych (nr rej.: A-42/1-2 z 2.10.1956 i z 12.05.1965)[13].

- Kościółek późnobarokowy zbudowany w 1791 r. na wzgórzu, otoczony drzewami i starym murem. Murowany z kamienia, otynkowany. Dachy dwuspadowe. Nad nawą wieżyczka na sygnaturkę, wieloboczna z latarnią. Ołtarzyk o charakterze barokowym z obrazem Matki Boskiej z Dzieciątkiem z napisem i datą „1680”[10]. W 1957 r. kościół wpisany został do rejestru zabytków (nr rej.: A-41 z 15.01.1957 i z 23.06.1967)[13].
- Figura przydrożna. Kamienna. Na okrągłym słupie kapliczka, prawdopodobnie z XVI/XVII w.
- Figura przydrożna. Kamienna. Na postumencie rzeźba św. Stanisława z Piotrowinem z 1782 r.
- Figura przydrożna. Kamienna. Na postumencie rzeźba Chrystusa Frasobliwego z XVIII wieku[10].